# Центр мистецтв королеви Софії
Національний музей «Центр мистецтв імені королеви Софії» (ісп. Museo Nacional Centro de Arte Reina Sofía) — художній музей з пінакотекою та бібліотекою (обсягом 40 тисяч томів) у столиці Іспанії місті Мадриді.
Входить до так званого «Золотого трикутнику» мадридських музеїв разом з Прадо та Музеєм Тиссена-Борнемісса.
Музей Reina Sofía (Мадрид) займав 12-те місце в ТОП-20 музеїв світу за чисельністю відвідувань у допандемічному 2019 році за даними Theme Index and Museum Index 2022 (перше місце в ТОП-20 займав Лувр). Музей у 2019 році мав більш ніж 4,4 млн. відвідувань. Пандемія Covid-19 сильно вплинула на відвідування – у 2020 році кількість відвідувачів становила 1,3 млн. осіб, у 2021 році – 1,6 млн. У 2022 році стан справ покращився, відбулося певне відновлення інтересу до експозицій Reina Sofía, чисельність відвідувань збільшилась до 3,1 млн.

## Загальні дані
Музей розташований у сучасній будівлі за адресою:
вулиця Санта Ісабель, 52, м. Мадрид (Іспанія).
Добиратися: метро Atocha.
Години роботи: з 10.00 до 21.00; неділя з 10.00 до 14.30; зачинений по вівторках.
На фасаді музею можна побачити зовнішній ліфт, який надає споруді характерного виду.

## З історії музею
Музей заснований 1986 року як виставкова зала сучасного мистецтва, що спеціалізувалась на пластиці.
Офіційно музей відкритий у вересні 1992 року.
У 2007 році відбулося розширення музею.

## Експозиція
Національний музей «Центр мистецтв імені королеви Софії» — це один з найбільших музеїв світу, що займає площу у 12 505 м². виставкових кімнат.
Тут розташована постійна колекція сучасного іспанського мистецтва. У його залах можна побачити найрізноманітніші тимчасові виставки сучасних мистецтв: живопису, скульптури, відеоінсталяції, фотографії, кіно тощо.
Містить колекції Пабло Пікассо і Сальвадора Далі. Найвідоміший шедевр музею — картина Герніка.
У межах музею розташована безкоштовна бібліотека, присвячена живопису. Її фонди налічують 100 000 книг, 3500 звукових записів і 1000 відеозаписів.

## Картина "Герніка"

«Герніка»

Найвідомішим експонатом Центру мистецтв королеви Софії є картина «Герніка» Пабло Пікассо. Тут також демонструються ескізи та етюди, що дозволяють простежити історію створення шедевра.
Картина написана в 1937 для іспанського павільйону на Всесвітній виставці в Парижі. Після виставки полотно виставлялося в ряді країн (в основному в США). Сам Пікассо заявляв, що хотів би бачити її в музеї Прадо, але лише після відновлення в Іспанії республіки. Картина поміщена в Прадо в 1981, а в 1992 перевезена з іншими творами мистецтва XX століття в Центр королеви Софії.

## Галерея

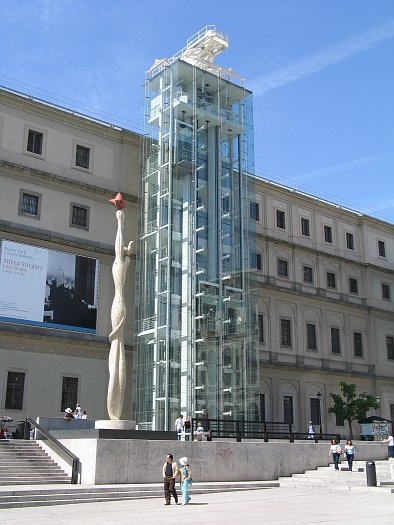
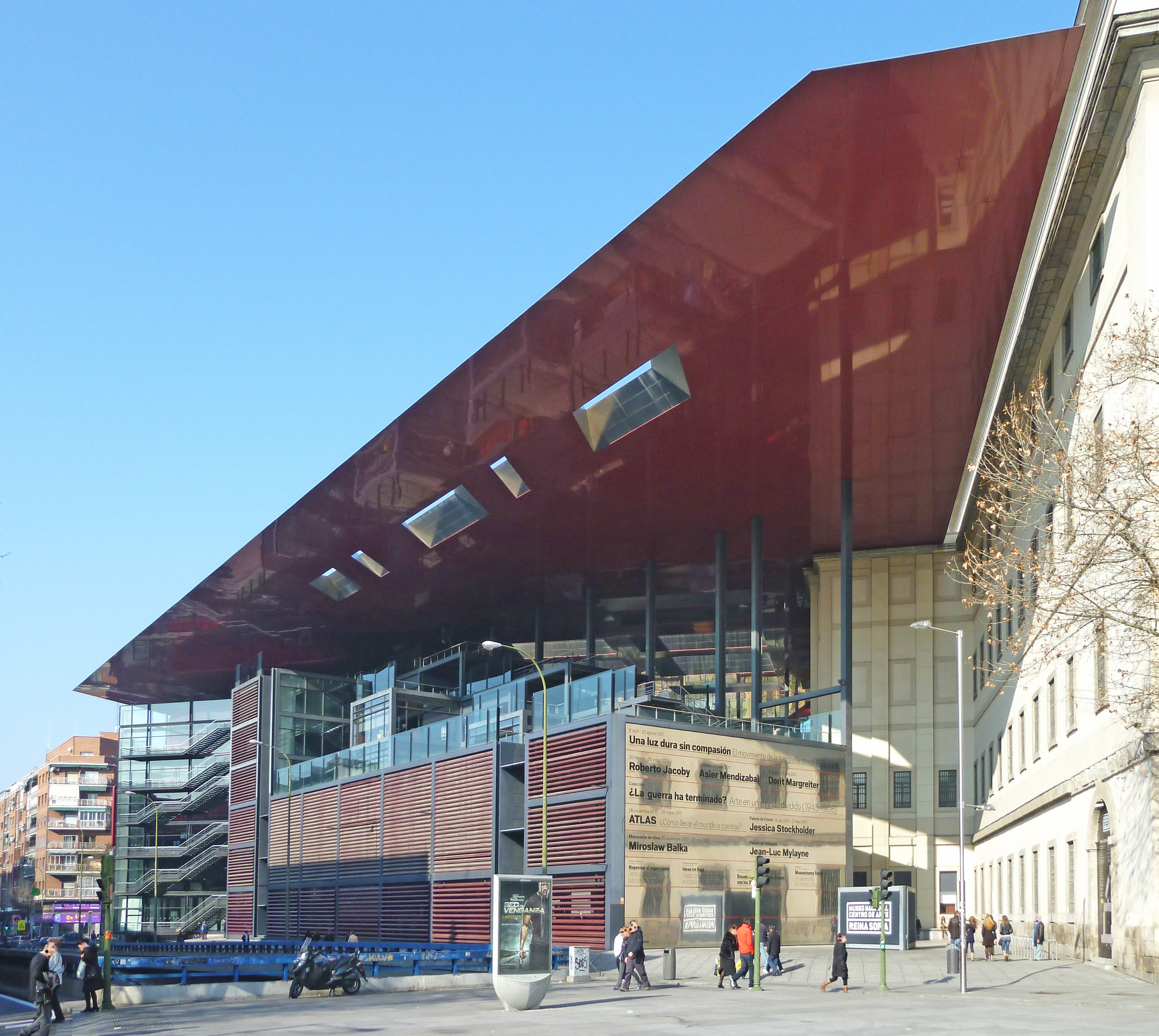
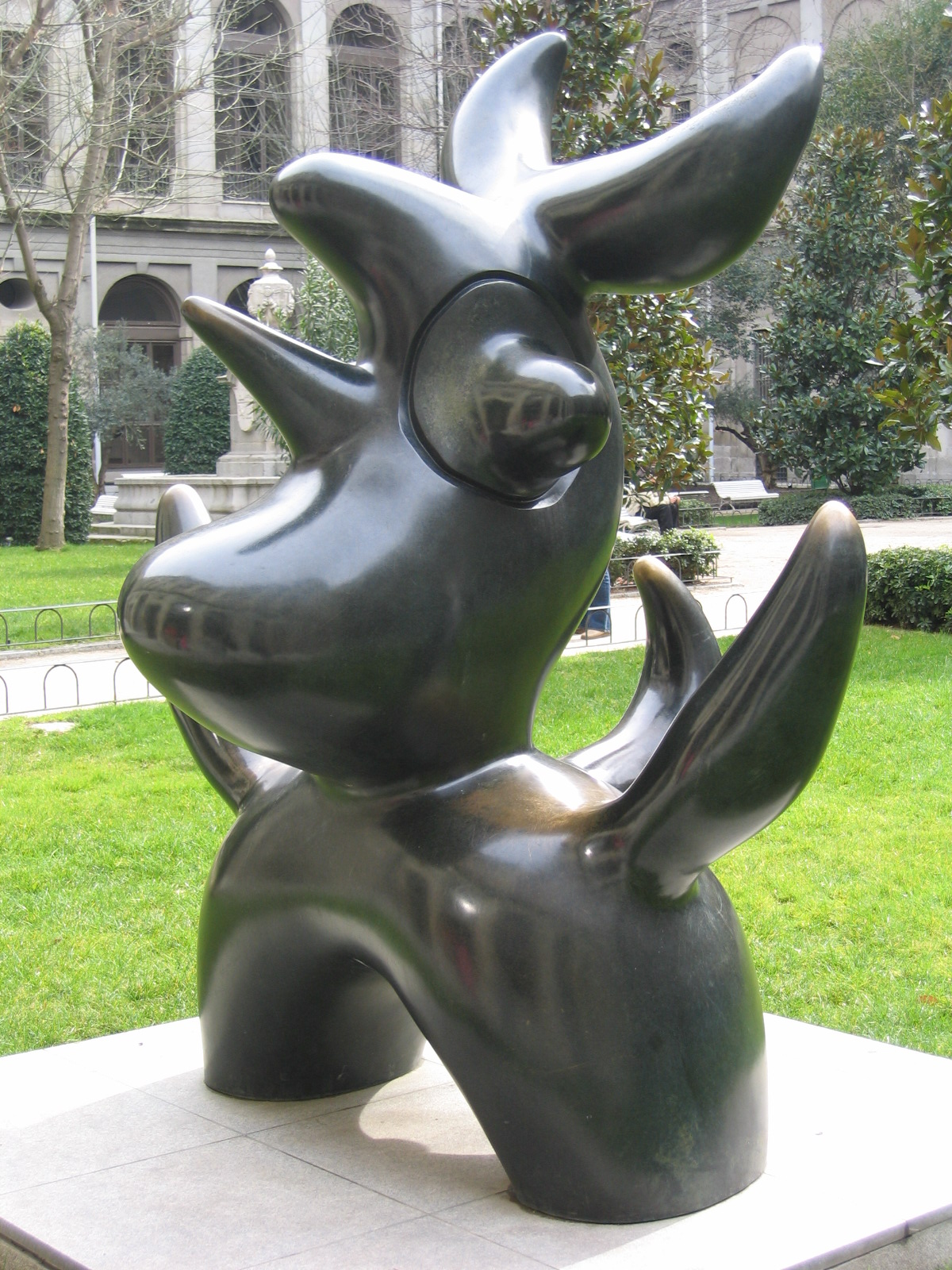
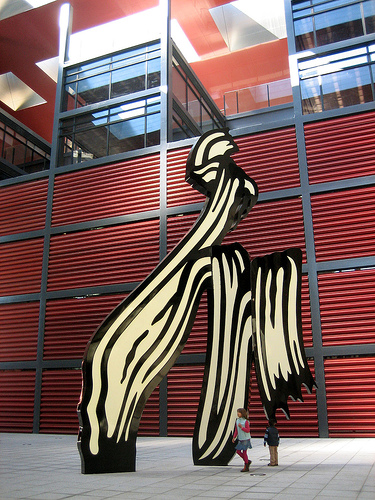
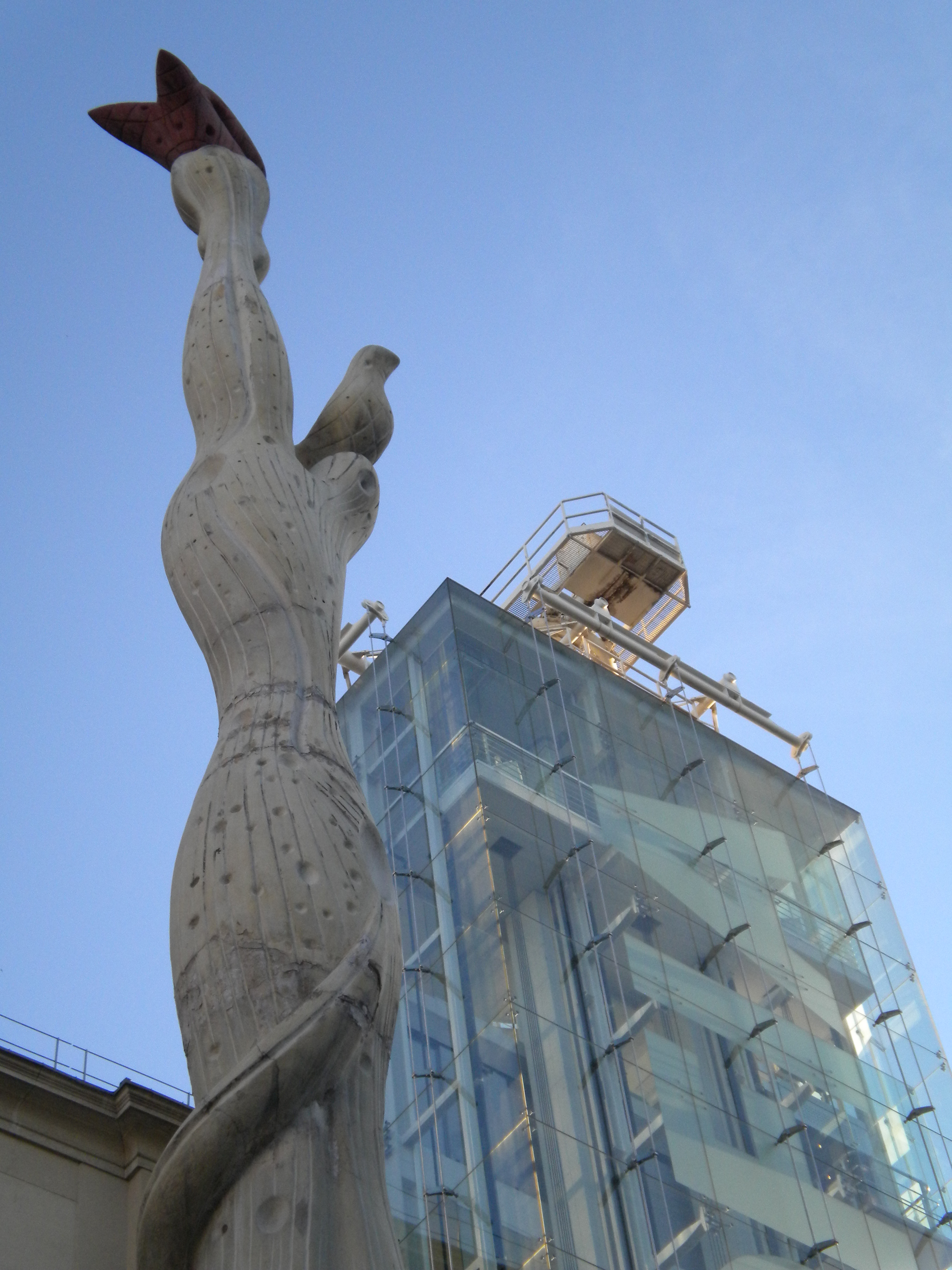
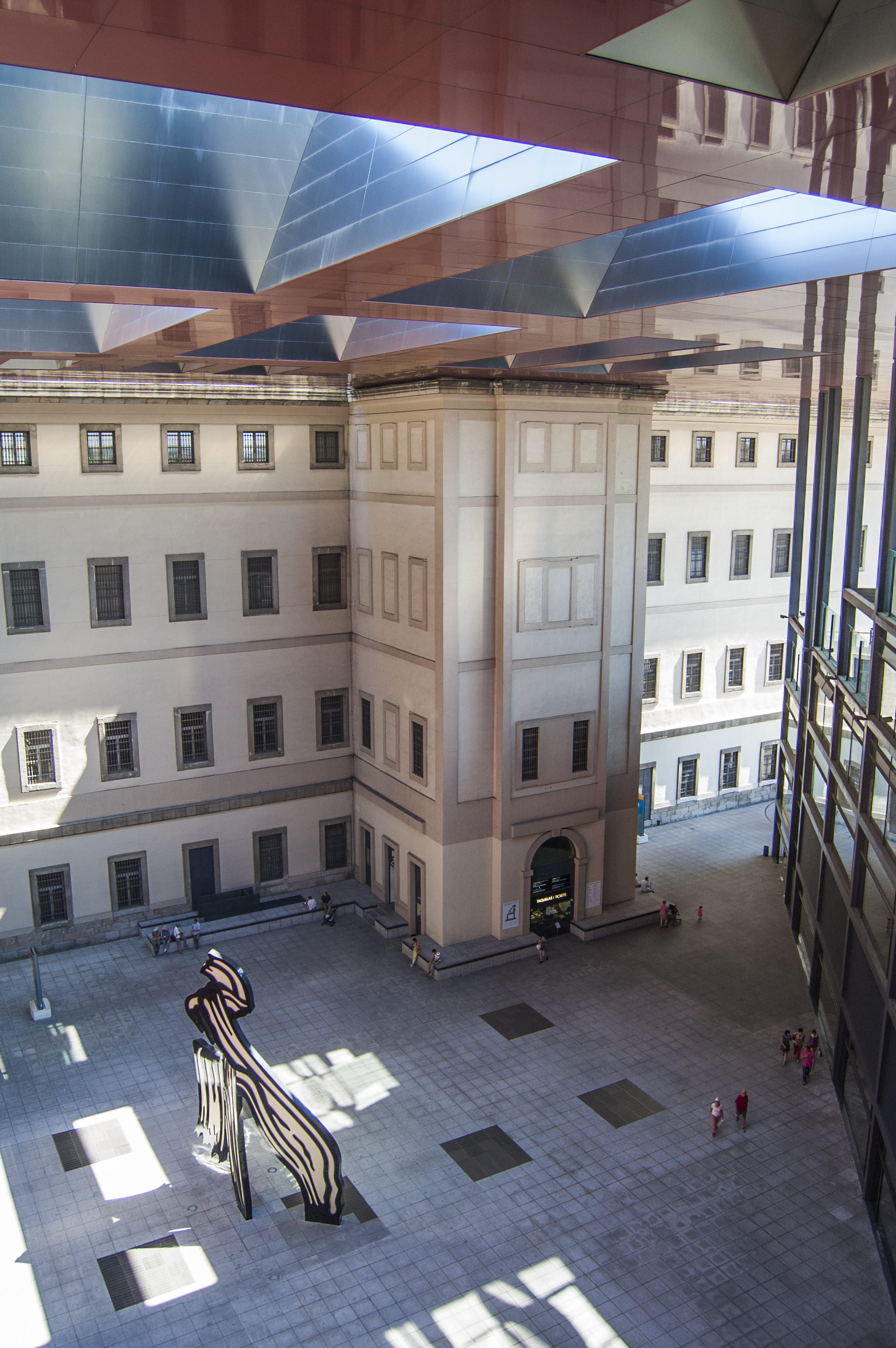